# Fernando Santos
Fernando Manuel Fernandes da Costa Santos, född 10 oktober 1954 i Lissabon, är en portugisisk före detta professionell fotbollsspelare och sedermera tränare. Han är för närvarande förbundskapten för Azerbajdzjans landslag. Han var mellan 2014 och 2022 förbundskapten för det portugisiska herrlandslaget.

## Meriter

### Som tränare
Porto
- Primeira Liga: 1998–99
- Portugisiska cupen: 1999–2000, 2000–2001
- Supertaça Cândido de Oliveira: 1999, 2000

AEK Aten
- Grekiska cupen: 2001–2002

Portugal
- EM: 2016